# Vic Ash
Victor „Vic“ Ash (* 9. März 1930 in London; † 24. Oktober 2014) war ein britischer Jazz-Klarinettist und Saxophonist des Oldtime Jazz und des Swing.

## Leben und Wirken
Vic Ash begann seine Profilaufbahn 1951 in der Band von Kenny Baker, bei dem er bis 1953 spielte. Von 1953 bis 1956 arbeitete er bei Vic Lewis, dann begleitete er Hoagy Carmichael und Cab Calloway bei deren Tourneen durch England. Er war in den 1950er Jahren ein Favorit in den Fan-Umfragen der Zeitschrift Melody Maker; in dieser Zeit hatte er auch eine Radiosendung mit dem Titel Sunday Break, in der über Jazz und Religion diskutiert wurde. 1954 nahm er mit seinem Quartett ein Album mit der Sängerin Maxine Sullivan in London auf. 1957 bis 1959 unternahm Ash Tourneen in die Vereinigten Staaten mit eigenem Ensemble; sein Ensemble repräsentierte 1959 als einzige Band den britischen Jazz auf dem Newport Jazz Festival. 1960 spielte er mit Harry Klein, Brian Dee u. a. in der Formation The Jazz Five.
Ash blieb lange Jahre in der britischen Jazzszene aktiv; er spielte mit kleineren und größeren Formationen wie auch der BBC Big Band. Er begleitete Frank Sinatra auf seinen Tourneen in Europa und dem Mittleren Osten von 1970 bis zu Sinatras Tod.
Ash veröffentlichte zahlreiche Alben auf den Labels Pye, Nixa und MGM, die inzwischen vergriffen sind. Ash lebte zuletzt in Chalfont St Giles, Buckinghamshire.

## Lexikalischer Eintrag
- Carlo Bohländer, Karl Heinz Holler: Reclams Jazzführer (= Reclams Universalbibliothek. Nr. 10185). 2., revidierte und erweiterte Auflage. Reclam, Stuttgart 1977, ISBN 3-15-010185-9.